# Auberge du Roi René
L'Auberge du Roi René est une auberge, bar et boîte de nuit, située depuis 1934 à Ville-d'Avray dans la banlieue ouest de Paris. Considérée comme un célèbre lieu de rendez-vous de politiques, artistes, policiers et hommes d'affaires durant les années 1970 et les années 1980, mais aussi comme le plus ancien club échangiste de France, elle est le théâtre de plusieurs films français mais aussi de plusieurs meurtres et doit fermer plusieurs fois ses portes, la dernière fois définitivement en 2012.

## Situation
Le club était situé dans les bois, route de Versailles, à Ville-d'Avray, commune des Hauts-de-Seine dans la banlieue chic de Paris, à côté d'une station-service.

## Clientèle
Parmi la clientèle venue dans des « luxueuses berlines » ont figuré des stars des années 1970 et 1980 « venues s'encanailler ». Auparavant, il y avait nombre de diplomates. Le prix était élevé.

## Direction
Le fondateur, René Charrier, était un ancien truand et proxénète reconverti dans l'exploitation de cet établissement, propriétaire d'une luxueuse villa non loin, à Vaucresson. De 1944 à 1949, c'est un restaurant. René Charrier a été assassiné en septembre 1973 et ses enfants ont repris l'établissement après deux ans de fermeture.
Alors qu'il est dirigé par les héritiers du fondateur, le club est contrôlé de fait par un ex-dirigeant du service 6 du SDECE, responsable des trafics d'armes, Jean-Pierre Lenoir, qui a quitté la fonction publique depuis 1967. Il fait l'objet d'un dossier de cinq pages de l'hebdomadaire Minute en août 1980, l'accusant d'avoir été PDG d'une société dissimulant une autre, basée sur le « courtage d'armes à destination du Moyen-Orient » et d'être le réel propriétaire du « Roi René ».
Avec Daniel Pouget, un ex-journaliste de l'ORTF, accrédité auprès de la police judiciaire, il était l'un des deux adjoints de Marcel Le Roy, dit Finville, à la direction du service 7 du SDECE. Tous trois ont été mis à pied ou licenciés en juillet 1967 après l'affaire Ben Barka. Son nom a été cité en 2023 et 2024 dans l'affaire Robert Boulin. À une époque, les agents du SDECE « trouvaient au Roi René un lieu d'accueil propice au règlement de certaines affaires » concernant le Moyen-Orient.

## Histoire
Le créateur a inauguré sa première enseigne en 1934 à Châtenay-Malabry, où son père était propriétaire d'un autre établissement, puis a créé son entreprise et l'établissement est actif dans les années 1940. De 1944 à 1949, c'est un restaurant.
En 1967, une enquête de la sureté de Versailles est ouverte pour des faits de proxénétisme puis, le 9 mars 1968, à la suite d'un arrêté préfectoral, le club est même fermé pour trois mois, après la mort d'un salarié travesti retrouvé inanimé derrière le bar, tué à coups de talons aiguilles.
Gérard et Marie-Noëlle, héritiers de René Charrier, ont pris sa succession en 1975, après deux ans de fermeture causés par son assassinat en septembre 1973, suivi trois mois après par la disparition de son épouse Gilberte. René Charrier a été tué par balles par quatre inconnus, qui l'ont dépouillé des 20 000 francs la recette de la soirée et qui n'étaient toujours pas retrouvés ni même identifiés un mois après,.
Les deux héritiers sont actionnaires majoritaires, à côté de nouveaux actionnaires de ce qui est rebaptisé en 1978 le « Club 2000 ». Parmi ces nouveaux actionnaires, le dirigeant d'une société qui commercialise des « engins de guerre », qui en a proposé la direction à un haut gradé de l'armée à la retraite, mais celui-ci démissionne en découvrant être tombé dans un piège, selon un article du journaliste Claude Picant, spécialiste des enquêtes faits divers, dans L'Humanité-Dimanche du 4 novembre 1984.
L'établissement est victime d'une nouvelle attaque en juillet 1982, quand une bombe atterrit sur la façade, ne faisant aucun blessé, dans ce que les enquêteurs considèrent comme pouvant avoir été une tentative de racket. Il est aussi l'objet de soupçons de proxénétisme en 1984, lors d'une enquête plus générale dirigée par Martine Monteil, responsable de la brigade de répression des stupéfiants et du proxénétisme, qui vise aussi un lieu similaire dans Paris, le « Cléopâtre » : un jeudi d'octobre, la police investit le lieu, sur commission rogatoire d'un juge d'instruction de Nanterre et y trouve trois prostituées. Ils écrouent les propriétaires, héritiers du fondateur, pour proxénétisme aggravé.
Un couple de quadras a repris et relooké le club en 2011, « afin de rajeunir la clientèle et de maintenir le côté sélect ». Lorsqu'il ferme ses portes en 2012, en laissant « cinq salariés sur le carreau », il s'agit selon Le Parisien du plus ancien club échangiste de France, confronté à « un souci de bail locatif avec le propriétaire », avec qui ils sont « en procès ».

## Cinéma
L'intérieur de l'établissement a inspiré des metteurs en scène de cinéma, Claude Berri pour Sex-shop et François Jouffa pour La Bonzesse.